# Список бабок Болгарії
У складі фауни Болгарії розрізняють 68 видів бабок (Odonata).
Нижче наведено повний перелік видів комах ряду бабки у фауні Болгарії.

## Красуневі(Calopterygidae)
| Назва                                   | Зображення | Зображення | Довжина тіла (Д), розмах крила (Р) | Забарвлення, особливості | Поширення                                                                   | Літ імаго |
| Назва                                   | Самиця     | Самець     | Довжина тіла (Д), розмах крила (Р) | Забарвлення, особливості | Поширення                                                                   | Літ імаго |
| --------------------------------------- | ---------- | ---------- | ---------------------------------- | ------------------------ | --------------------------------------------------------------------------- | --------- |
| Красуня блискуча (Calopteryx splendens) |            |            |                                    |                          | на всій території навколо невеликих швидкоплинних річок у лісистих районах. |           |
| Красуня діва (Calopteryx virgo)         |            |            |                                    |                          | на всій території навколо невеликих швидкоплинних річок у лісистих районах. |           |
| Epallage fatime                         |            |            |                                    |                          | уздовж узбережжя Чорного моря в найпівденніших його частинах.               |           |

## Лютки(Lestidae)
| Назва                                    | Зображення | Зображення | Довжина тіла (Д), розмах крила (Р) | Забарвлення, особливості | Поширення                   | Літ імаго |
| Назва                                    | Самиця     | Самець     | Довжина тіла (Д), розмах крила (Р) | Забарвлення, особливості | Поширення                   | Літ імаго |
| ---------------------------------------- | ---------- | ---------- | ---------------------------------- | ------------------------ | --------------------------- | --------- |
| Лютка дрібнозубчаста (Lestes parvidens)  |            |            |                                    |                          |                             |           |
| Лютка зелена (Lestes viridis)            |            |            |                                    |                          | широко поширений біля річок |           |
| Лютка повільна (Lestes barbarus)         |            |            |                                    |                          |                             |           |
| Лютка ясно-зелена (Lestes virens)        |            |            |                                    |                          |                             |           |
| Лютка-дріада (Lestes dryas)              |            |            |                                    |                          |                             |           |
| Лютка великовічкова (Lestes macrostigma) |            |            |                                    |                          |                             |           |
| Лютка-наречена (Lestes sponsa)           |            |            |                                    |                          |                             |           |
| Сіролютка руда (Sympecma fusca)          |            |            |                                    |                          |                             |           |

## Плосконіжки(Platycnemididae)
| Назва                                       | Зображення | Зображення | Довжина тіла (Д), розмах крила (Р) | Забарвлення, особливості | Поширення | Літ імаго |
| Назва                                       | Самиця     | Самець     | Довжина тіла (Д), розмах крила (Р) | Забарвлення, особливості | Поширення | Літ імаго |
| ------------------------------------------- | ---------- | ---------- | ---------------------------------- | ------------------------ | --------- | --------- |
| Плосконіжка звичайна (Platycnemis pennipes) |            |            |                                    |                          |           |           |

## Стрілки(Coenagrionidae)
| Назва                                       | Зображення | Зображення | Довжина тіла (Д), розмах крила (Р) | Забарвлення, особливості | Поширення | Літ імаго |
| Назва                                       | Самиця     | Самець     | Довжина тіла (Д), розмах крила (Р) | Забарвлення, особливості | Поширення | Літ імаго |
| ------------------------------------------- | ---------- | ---------- | ---------------------------------- | ------------------------ | --------- | --------- |
| Вогнетілка-русалонька (Pyrrhosoma nymphula) |            |            |                                    |                          |           |           |
| Стрілка Ліндена (Erythromma lindenii)       |            |            |                                    |                          |           |           |
| Червоноочка-наяда (Erythromma najas)        |            |            |                                    |                          |           |           |
| Червоноочка зелена (Erythromma viridulum)   |            |            |                                    |                          |           |           |
| Стрілка гарна (Coenagrion scitulum)         |            |            |                                    |                          |           |           |
| Стрілка списоносна (Coenagrion hastulatum)  |            |            |                                    |                          |           |           |
| Стрілка прикрашена (Coenagrion ornatum)     |            |            |                                    |                          |           |           |
| Стрілка-дівчина (Coenagrion puella)         |            |            |                                    |                          |           |           |
| Стрілка чудова (Coenagrion pulchellum)      |            |            |                                    |                          |           |           |
| Еналягма чашоносна (Enallagma cyathigerum)  |            |            |                                    |                          |           |           |
| Тонкохвіст елегантний (Ischnura elegans)    |            |            |                                    |                          |           |           |
| Тонкохвіст маленький (Ischnura pumilio)     |            |            |                                    |                          |           |           |

## Коромисла(Aeshnidae)
| Назва                                        | Зображення | Зображення | Довжина тіла (Д), розмах крила (Р) | Забарвлення, особливості | Поширення | Літ імаго                                            |
| Назва                                        | Самиця     | Самець     | Довжина тіла (Д), розмах крила (Р) | Забарвлення, особливості | Поширення | Літ імаго                                            |
| -------------------------------------------- | ---------- | ---------- | ---------------------------------- | ------------------------ | --------- | ---------------------------------------------------- |
| Коромисло очеретяне (Aeshna juncea)          |            |            |                                    |                          |           |                                                      |
| Коромисло субарктичне (Aeshna subarctica)    |            |            |                                    |                          |           |                                                      |
| Коромисло зеленобоке (Aeshna affinis)        |            |            |                                    |                          |           |                                                      |
| Коромисло мале (Aeshna mixta)                |            |            |                                    |                          |           |                                                      |
| Коромисло синє (Aeshna cyanea)               |            |            |                                    |                          |           | в гірських районах південно-західної частини країни. |
| Коромисло руде (Aeshna isosceles)            |            |            |                                    |                          |           |                                                      |
| Дозорець-імператор (Anax imperator)          |            |            |                                    |                          |           |                                                      |
| Дозорець малий (Anax parthenope)             |            |            |                                    |                          |           |                                                      |
| Дозорець швидкий (Hemianax ephippiger)       |            |            |                                    |                          |           |                                                      |
| Короткочеревець лучний (Brachytron pratense) |            |            |                                    |                          |           |                                                      |
| Caliaeschna microstigma                      |            |            |                                    |                          |           |                                                      |

## Дідки(Gomphidae)
| Назва                                              | Зображення | Зображення | Довжина тіла (Д), розмах крила (Р) | Забарвлення, особливості | Поширення | Літ імаго |
| Назва                                              | Самиця     | Самець     | Довжина тіла (Д), розмах крила (Р) | Забарвлення, особливості | Поширення | Літ імаго |
| -------------------------------------------------- | ---------- | ---------- | ---------------------------------- | ------------------------ | --------- | --------- |
| Дідок жовтоногий (Gomphus flavipes)                |            |            |                                    |                          |           |           |
| Дідок звичайний (Gomphus vulgatissimus)            |            |            |                                    |                          |           |           |
| Офіогомфус рогатий (Ophiogomphus cecilia)          |            |            |                                    |                          |           |           |
| Оніхогомфус кліщоносний (Onychogomphus forcipatus) |            |            |                                    |                          |           |           |

## Кордулегастерові(Cordulegastridae)
| Назва                                                | Зображення | Зображення | Довжина тіла (Д), розмах крила (Р) | Забарвлення, особливості | Поширення | Літ імаго |
| Назва                                                | Самиця     | Самець     | Довжина тіла (Д), розмах крила (Р) | Забарвлення, особливості | Поширення | Літ імаго |
| ---------------------------------------------------- | ---------- | ---------- | ---------------------------------- | ------------------------ | --------- | --------- |
| Кордулегастер двозубчастий (Cordulegaster bidentata) |            |            |                                    |                          |           |           |
| Кордулегастер балканський (Cordulegaster heros)      |            |            |                                    |                          |           |           |
| Cordulegaster picta                                  |            |            |                                    |                          |           |           |
| Cordulegaster insignis                               |            |            |                                    |                          |           |           |

## Кордуліїди(Corduliidae)
| Назва                                                  | Зображення | Зображення | Довжина тіла (Д), розмах крила (Р) | Забарвлення, особливості | Поширення                            | Літ імаго |
| Назва                                                  | Самиця     | Самець     | Довжина тіла (Д), розмах крила (Р) | Забарвлення, особливості | Поширення                            | Літ імаго |
| ------------------------------------------------------ | ---------- | ---------- | ---------------------------------- | ------------------------ | ------------------------------------ | --------- |
| Кордулія бронзова (Cordulia aenea)                     |            |            |                                    |                          |                                      |           |
| Зеленотілка металева (Somatochlora metallica)          |            |            |                                    |                          |                                      |           |
| Зеленотілка жовтоплямиста (Somatochlora flavomaculata) |            |            |                                    |                          |                                      |           |
| Зеленотілка південна (Somatochlora meridionalis)       |            |            |                                    |                          |                                      |           |
| Зеленотілка північна (Somatochlora arctica)            |            |            |                                    |                          | Рила (гори)                          |           |
| Somatochlora borisi                                    |            |            |                                    |                          | Східні Родопи та передгір'я Странджи |           |

## Бабки справжні(Libellulidae)
| Назва                                                 | Зображення | Зображення | Довжина тіла (Д), розмах крила (Р) | Забарвлення, особливості | Поширення                      | Літ імаго |
| Назва                                                 | Самиця     | Самець     | Довжина тіла (Д), розмах крила (Р) | Забарвлення, особливості | Поширення                      | Літ імаго |
| ----------------------------------------------------- | ---------- | ---------- | ---------------------------------- | ------------------------ | ------------------------------ | --------- |
| Бабка плоска (Libellula depressa)                     |            |            |                                    |                          |                                |           |
| Бабка руда (Libellula fulva)                          |            |            |                                    |                          |                                |           |
| Бабка чотириплямиста (Libellula quadrimaculata)       |            |            |                                    |                          |                                |           |
| Рівночеревець білохвостий (Orthetrum albistylum)      |            |            |                                    |                          |                                |           |
| Рівночеревець коричневий (Orthetrum brunneum)         |            |            |                                    |                          |                                |           |
| Рівночеревець решітчастий (Orthetrum cancellatum)     |            |            |                                    |                          |                                |           |
| Рівночеревець синіючий (Orthetrum coerulescens)       |            |            |                                    |                          |                                |           |
| Шафранка червона (Crocothemis erythraea)              |            |            |                                    |                          |                                |           |
| Тонкочеревець звичайний (Sympetrum vulgatum)          |            |            |                                    |                          |                                |           |
| Тонкочеревець південний (Sympetrum meridionale)       |            |            |                                    |                          |                                |           |
| Тонкочеревець Фонсколомба (Sympetrum fonscolombii)    |            |            |                                    |                          |                                |           |
| Тонкочеревець жовтий (Sympetrum flaveolum)            |            |            |                                    |                          |                                |           |
| Тонкочеревець криваво-червоний (Sympetrum sanguineum) |            |            |                                    |                          |                                |           |
| Тонкочеревець сплющений (Sympetrum depressiusculum)   |            |            |                                    |                          |                                |           |
| Тонкочеревець перев'язаний (Sympetrum pedemontanum)   |            |            |                                    |                          | Лісова та лісостепова зона     |           |
| Тонкочеревець смугастий (Sympetrum striolatum)        |            |            |                                    |                          | Поширений в більшості областей |           |
| Білоноска маленька (Leucorrhinia dubia)               |            |            |                                    |                          |                                |           |
| Білоноска болотна (Leucorrhinia pectoralis)           |            |            |                                    |                          |                                |           |
| Селісія чорна (Selysiothemis nigra)                   |            |            |                                    |                          |                                |           |